# سبنسر نيلسين
سبنسر نيلسين(بالإنجليزية: Spencer Nilsen )‏ ولد عام 1961 وهو ملحن وموسيقي أمريكي الذي اشتهر الموسيقى التصويرية للألعاب ميجا سي دي,وهو حالياً رئيس كلية Ex'pression College for Digital Arts في إميريفيلي، ألاميدا، كاليفورنيا.

## أعماله
- Sonic the Hedgehog CD
- Batman Returns
- Ecco the Dolphin
- Ecco: The Tides of Time
- Jurassic Park
- The Adventures of Batman and Robin
- The Amazing Spider-Man vs. The Kingpin
- NHL Hockey 94
- DAYTONA USA
- Cyber Speedway
- Joe Montana's NFL Football
- World Series Baseball '95

## الوصلة الخارجية
- الموقع الرسمي
- قالب:Musicbrainz artist
- Artist profile at OverClocked ReMix
- Detailed profile

## روابط خارجية
- سبنسر نيلسين على موقع IMDb (الإنجليزية)
- سبنسر نيلسين على موقع ميوزك برينز (الإنجليزية)
- سبنسر نيلسين على موقع ديسكوغز (الإنجليزية)